# 曷利沙跋摩三世
曷利沙跋摩三世（Harshavarman III） 柬埔寨吴哥国王（1066 - 1080）。
曷利沙跋摩三世是优陀耶迭多跋摩二世的弟弟，他重新建都耶输陀罗补罗(Yasodharapura)，即吳哥。在他统治期间，未能剿灭内部叛乱。他的继任者阇耶跋摩六世来自呵叻高原（Khorat Plateau）的碧邁（Phimai，现属泰国），并不是王室成员。
也许曷利沙跋摩三世没有在1080年死去，而是他逃离了吴哥，躲在南方，那里是他的追随者的地盘（需要引证）。死后他被称为Sadaśivapada。